# Paolo Savoldelli
Paolo Savoldelli (1973. május 7. –) olasz profi kerékpáros. Kétszer nyerte meg a  Giro d’Italiát,  a L.P.R. Brakes csapatában versenyzett. 2008-ban visszavonult a versenyzéstől.

## Sikerei, díjai
- Giro d’Italia
  - győztes (2): 2002, 2005
  - szakaszgyőztes (4): 1999, 2005, 2006, 2007
- Tour de France
  - szakaszgyőztes (1): 2005